# Hořelec
Hořelec je vesnice a část městyse Bojanov v okrese Chrudim. Nachází se asi dva kilometry západně od Bojanova. Hořelec leží v katastrálním území Horní Bezděkov u Bojanova o výměře 2,59 km².

## Historie
První písemná zmínka o vesnici pochází z roku 1329.

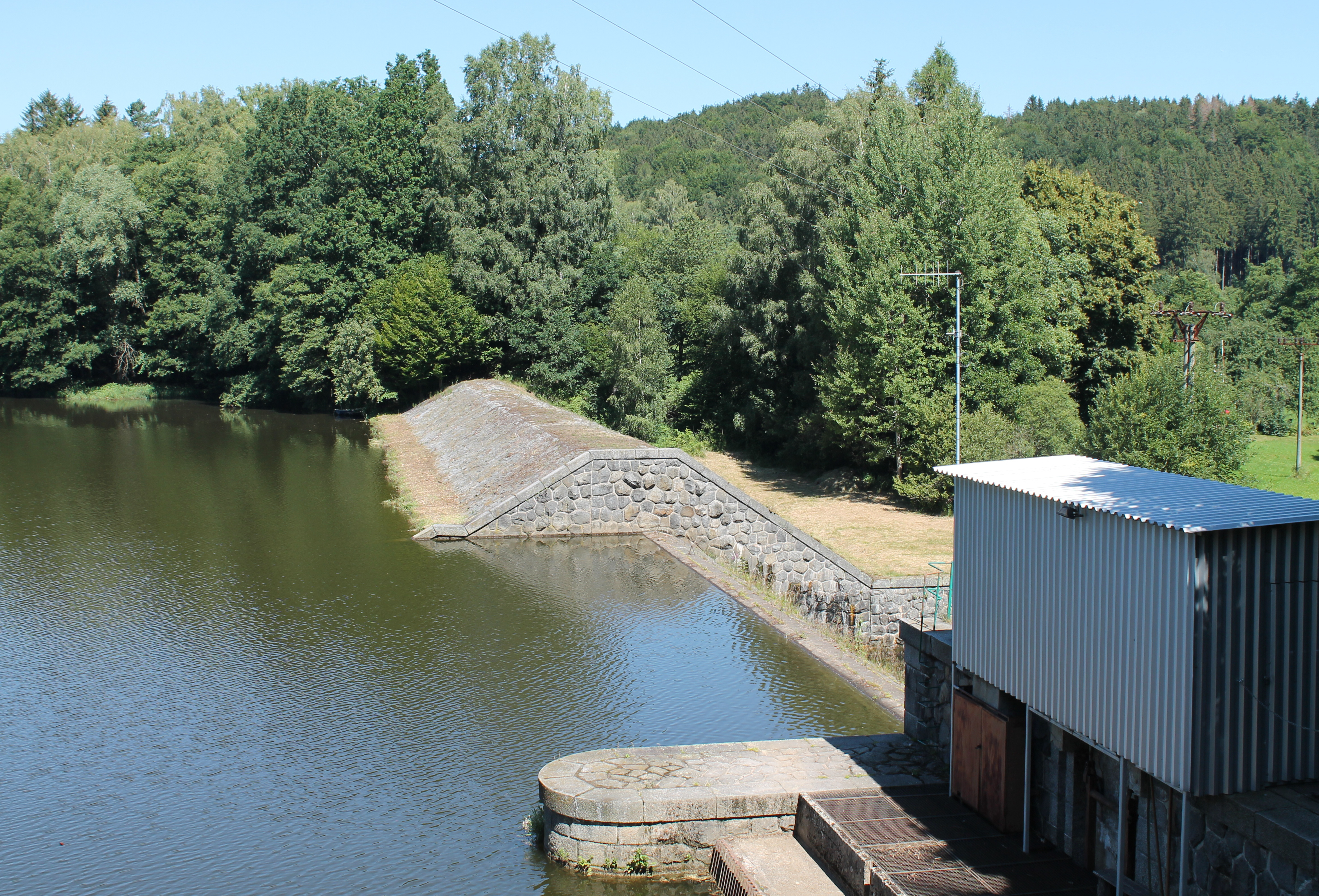
Hráz vodní nádrže Padrty

U Hořelce se na Chrudimce nachází vodní nádrž Padrty (Seč II).